# Katedrála svatého Františka Xaverského (Banská Bystrica)
Katedrála svatého Františka Xaverského je katedrála na rohu Náměstí SNP a Kapitulské ulice v Banské Bystrici.
Byla dokončena v roce 1709–1715. Po zřízení Banskobystrického biskupství byl kostel povýšen na katedrálu. Po smrti biskupa Josefa Belanského započaly rozsáhlé stavební úpravy katedrály. Byl postaven nový oltář a změněna fasáda kostela. Rekonstrukce trvala do roku 1845.
V současnosti je katedrála zároveň i farním kostelem.